# Herman Jadlowker
Herman (Hermann) Jadlowker (Riga, 17 luglio 1877 – Tel Aviv, 13 maggio 1953) è stato un tenore russo di origine lettone, che ha goduto di un'importante carriera internazionale nel primo quarto del XX secolo. Le sue registrazioni virtuosistiche di arie da Idomeneo e Il barbiere di Siviglia, tra le altre, sono tuttora considerate dei classici del grammofono..

## Biografia
Per sfuggire a una carriera commerciale in cui suo padre cercava di costringerlo, Jadlowker scappò di casa a 15 anni. Si recò a Vienna, dove studiò canto classico con Josef Gänsbacher. Nel 1899 (alcune fonti dicono 1897), fece il suo debutto operistico a Colonia nel Nachtlager von Granada di Kreutzer. Si assicurò poi impegni a Stettino e poi a Karlsruhe. Qui l'Imperatore Guglielmo II di Germania (Kaiser Guglielmo II) lo ascoltò e ne rimase così colpito che offrì al tenore un contratto quinquennale alla Royal Opera di Berlino. Oltre a Berlino Jadlowker cantò nel corso della sua carriera anche a Stoccarda, Amburgo, Amsterdam, Vienna, Lemberg, Praga, Budapest e Boston.
Nel 1910 e nel 1912 Jadlowker apparve al Metropolitan Opera House di New York, dove dimostrò di essere uno degli artisti più versatili della compagnia, sebbene le sue esibizioni fossero oscurate da quelle del grande Enrico Caruso.
Tornò in Europa prima dello scoppio della prima guerra mondiale e continuò la sua carriera operistica in diverse città tedesche. Durante gli anni '20, Jadlowker cantò sempre di più in concerto e, nel 1929, fu scelto come capo cantore alla sinagoga di Riga. Divenne successivamente insegnante di canto al Conservatorio di Riga prima di emigrare in Palestina con la moglie nel 1938. Insegnò a Gerusalemme e Tel Aviv, spegnendosi in quest'ultima città all'età di 75 anni.
Jadlowker possedeva una voce da tenore lirico-drammatico dai colori scuri di straordinaria flessibilità. La sua agile tecnica vocale gli permise di cantare sequenze, trilli e altri abbellimenti di coloratura con sorprendente facilità e precisione (sebbene il timbro di base della sua voce non fosse dolce o seducente). Realizzò un gran numero di dischi in Europa e in America per un periodo di 20 anni, a partire dal 1907. La maggior parte di queste registrazioni, che includono arie di compositori diversi come Mozart, Auber, Verdi, Rossini e Wagner, possono essere ascoltate su ristampe di CD, in particolare sulle etichette Marston e Preiser.